# Aisone
Aisone (Aison in piemontese, Aizoun in occitano) è un comune italiano di 204 abitanti della provincia di Cuneo in Piemonte.

## Geografia fisica
Situato nella valle Stura di Demonte, parte del suo territorio si trova nel Parco delle Alpi Marittime che si raggiunge percorrendo la statale n. 21 del Colle della Maddalena, lungo la quale si possono osservare antiche abitazioni che in parte conservano tetti in ardesia.
Negli anni trenta, per proteggere le costruzioni dall'erosione legate agli straripamenti del rio Villa, affluente della Stura, fu costruito un muraglione in pietra, lungo 195,85 cm, esposto verso sud ed adiacente ad enormi rocce che formano grandi cenge ricoperte di pini e larici.
L'ampio vallone della Valletta, attraversando boschi, pascoli e laghetti alpini, permette di raggiungere il Parco delle Alpi Marittime, la conca delle Gùie, la Valle Gesso poste al confine con la Francia e il comune di Vinadio. Questa zona conserva caratteristiche paesaggistiche rurali arcaiche grazie ad alcune baite costruite con tetti in paglia e poste ai piedi di grandi spuntoni di roccia.

## Origini del nome
Il toponimo Aisone ha con probabilità origine dall'attività legata alla coltivazione della canapa fatta macerare negli isou, ossia in pozze d'acqua che in quel luogo dovevano essere numerose grazie alla vicina presenza dello Stura. Il toponimo potrebbe essere di derivazione occitana, vista la diffusa presenza della lingua occitana.
Il toponimo Aysone compare già in documenti risalenti al XII relativi ai feudi del Marchesato di Saluzzo.

## Storia
La zona era abitata nell’ultimo periodo del Neolitico (III e IV millennio a.c.). Dalla strada statale si possono vedere cavità naturali che sono state abitate stagionalmente nel periodo della preistoria. Scavi archeologici a monte dell’abitato condotto negli anni ‘60 e ‘90 del secolo scorso hanno portato alla luce l’insediamento e sono state trovate tracce di sistemazione degli ambienti ad uso abitativo. Le grotte sono il luogo abitato più anticamente delle Alpi Occidentali Meridionali. L’intera area si trova all’interno della Riserva Naturale delle Grotte di Aisone.
Durante i primi anni del XX secolo, la popolazione ha subìto un forte calo a causa dell'emigrazione verso la Francia. 

### Simboli
Lo stemma del Comune di Aisone è stato riconosciuto con regio decreto del 15 novembre 1937.

## Monumenti e luoghi d'interesse
Tra i monumenti di maggior pregio possiamo annoverare la parrocchiale dedicata alla Natività di Maria Santissima, costruita dai Benedettini sui resti di una chiesa più antica risalente al XIII secolo, e distrutta dalle armate francesi e spagnole nel 1744. All’interno della chiesa vi è un fonte battesimale, datato 1491 che riporta il motto dei Savoia: fert. L’unica parte sopravvissuta è il campanile romanico a cinque piani e una cuspide piramidale. Il campanile è abbellito da monofore e bifore. La chiesa ospita anche un bellissimo organo a canne costruito dal 1748 da Giacomo Filippo Landesio.
Nel territorio oltre alla parrocchiale vi sono i resti di un antico acquedotto in pietra che portava l'acqua alla Morra di Aisone, dove era in funzione un mulino o un martinetto.
Nel centro storico e lungo il sentiero delle Grotte di Aisone si incontrano sculture di Paolo Garassino collocate nell’ambito del progetto trasfontraliero Italia-Francia Via per l’arte contemporanea (VIAPAC) che unisce Digne-les-Bains, in Francia, la Valle Stura e Caraglio, in Valle Grana.

## Società

### Evoluzione demografica
Abitanti censiti

## Cultura

### Feste e fiere
- Natività della Beata Vergine Maria, 1ª domenica di settembre
- Festa del Pastis, ultimo venerdì di agosto

## Geografia antropica

### Forani
Vicino al comune si trova la frazione di Forani, la più popolata di Aisone e situata vicino alla Morra, ampia collina un tempo coltivata a cereali. Nella valle è conosciuta anche grazie alla popolare festa di S. Magno che si svolge la seconda domenica del mese di agosto (tenutasi sino al 2011 anno dell'ultima edizione). Vicino vi è anche un camping. Attualmente la frazione conta circa 8 abitanti. Inoltre Forani nel suo piccolo centro ha una piccola chiesa, all'interno decorata da dipinti antichi. La frazione non dista molto dal fiume Stura di Demonte e da alcuni lati è affiancata da boschi. Forani si trova tra i 850 m e 880 m di altitudine circa.
Forani è situata vicino ad una piccola collina chiamata dagli abitanti del luogo Perular e Perulot.

## Economia
Una volta basata sull'agricoltura tradizionale, con particolare attenzione alle patate negli anni cinquanta, trae ancora oggi sostentamento dalle risorse sull'allevamento bovino e ovino, ma soprattutto dalla coltivazione di piccoli frutti e dall'attività turistica sostenuta dalla cucina tradizionale e dalla possibilità di lunghe escursioni a piedi durante la stagione estiva, mentre in inverno è possibile praticare sci di fondo.

## Amministrazione
| Periodo           | Periodo           | Primo cittadino     | Partito                            | Carica              | Note   |
| ----------------- | ----------------- | ------------------- | ---------------------------------- | ------------------- | ------ |
| 14 luglio 1985    | 5 giugno 1990     | Riccardo Porracchia | Lista Civica                       | Sindaco             | [ 13 ] |
| 5 giugno 1990     | 24 aprile 1995    | Armando Franco      | PSI                                | Sindaco             | [ 13 ] |
| 24 aprile 1995    | 14 giugno 1999    | Armando Franco      | Indipendente                       | Sindaco             | [ 13 ] |
| 14 giugno 1999    | 14 giugno 2004    | Armando Franco      | Lista Civica                       | Sindaco             | [ 13 ] |
| 14 giugno 2004    | 23 giugno 2009    | Giovanni Degioanni  | Lista Civica                       | Sindaco             | [ 13 ] |
| 23 giugno 2009    | 26 maggio 2014    | Marisa Degioanni    | Indipendente                       | Sindaco             | [ 13 ] |
| 9 giugno 2014     | 2 febbraio 2015   | Armando Franco      | Lista Civica: Alpes                | Sindaco             | [ 13 ] |
| 2 febbraio 2015   | 23 febbraio 2015  | Francesco D'Angelo  |                                    | Comm. prefettizio   | [ 13 ] |
| 23 febbraio 2015  | 31 maggio 2015    | Francesco D'Angelo  |                                    | Comm. straordinario | [ 13 ] |
| 31 maggio 2015    | 20 settembre 2020 | Pietro Trocello     | Lista Civica: per Aisone campanile | Sindaco             | [ 13 ] |
| 20 settembre 2020 | in carica         | Pietro Trocello     | Lista Civica: per Aisone           | Sindaco             | [ 13 ] |

## Galleria d'immagini

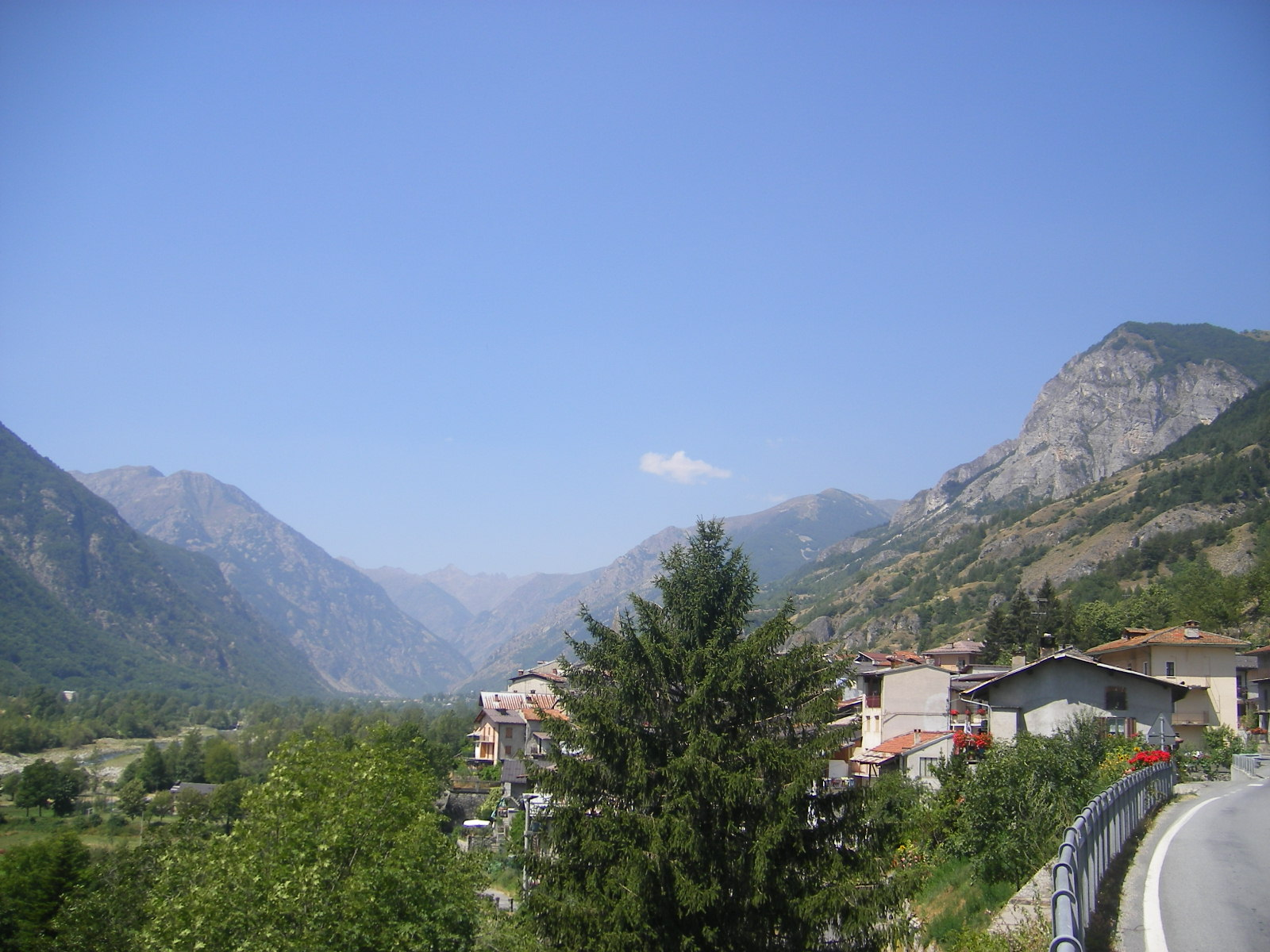
Il paese.
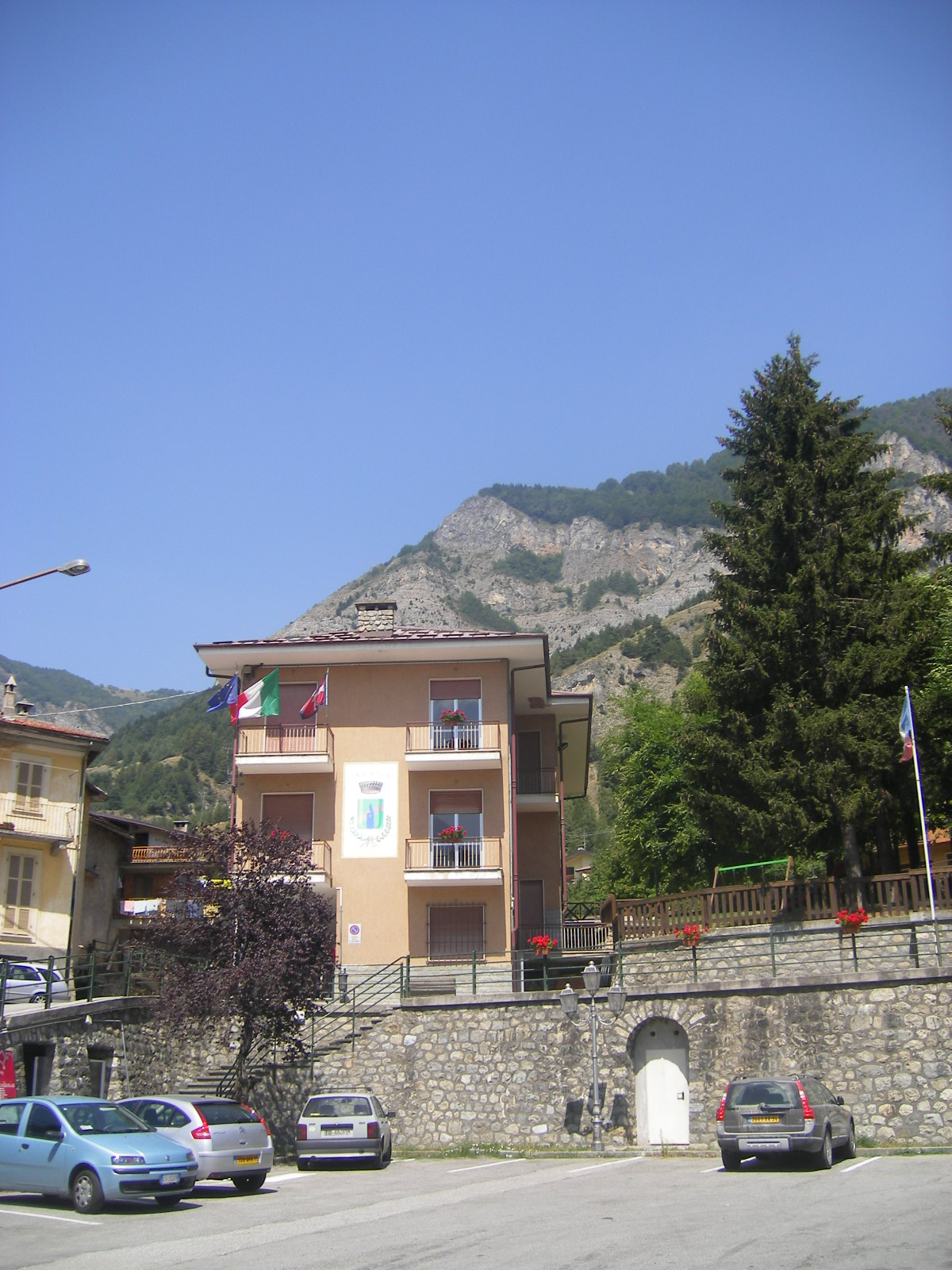
Il municipio.
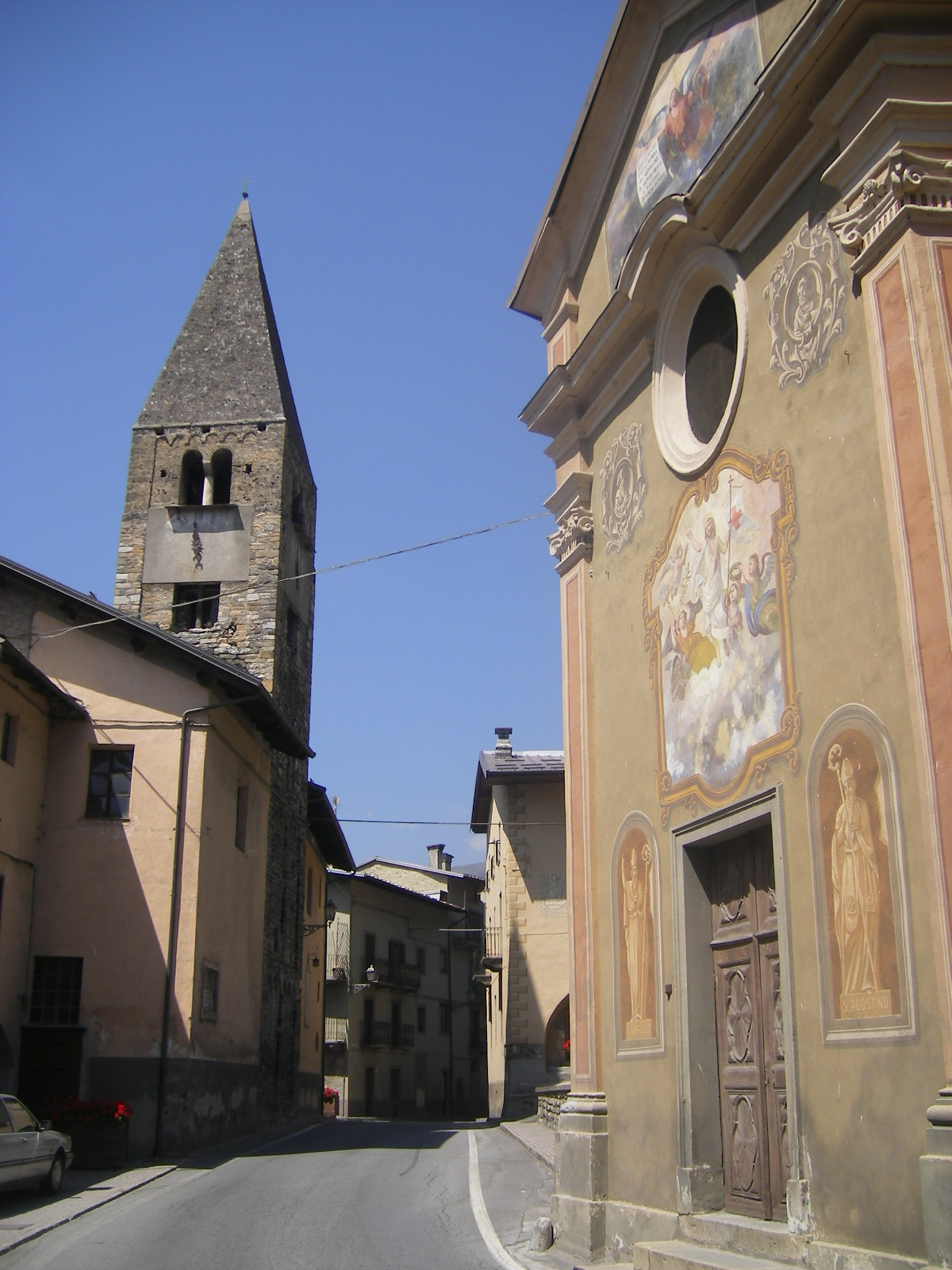
Chiesa parrocchiale della Natività di Maria.
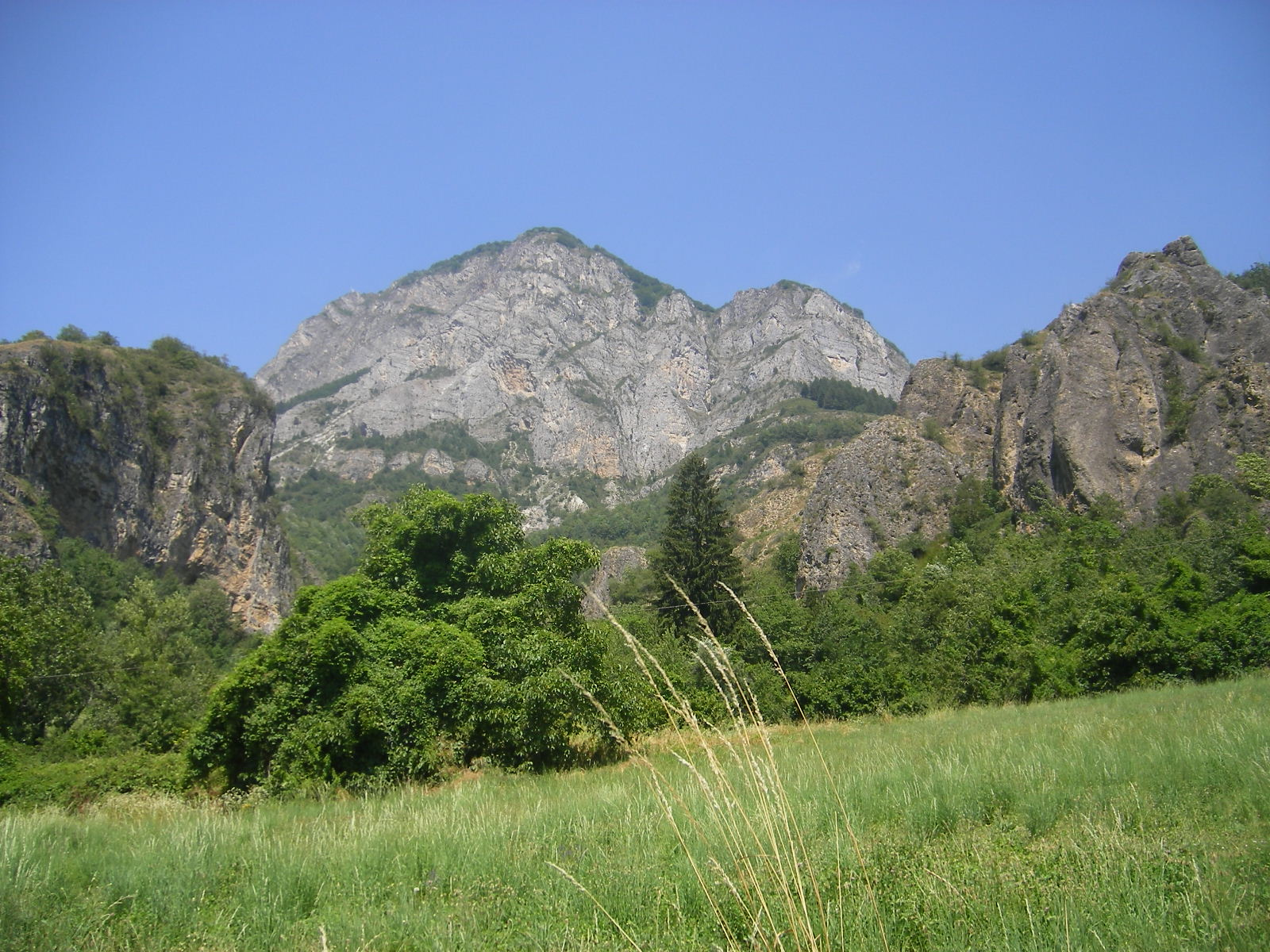
Panorama da Aisone.